# Sympiesis deminuta
Sympiesis deminuta är en stekelart som beskrevs av Storozheva 1981. Sympiesis deminuta ingår i släktet Sympiesis och familjen finglanssteklar.
Artens utbredningsområde är Turkmenistan. Inga underarter finns listade i Catalogue of Life.